# 228883 Cliffsimak
228883 Cliffsimak este o planetă minoră (asteroid), cu un diametru de 3,248 km, din centura de asteroizi. A fost descoperită pe 2 august 2003 la Saint-Sulpice de Bernard Christophe⁠(d). 
Obiectul prezintă o orbită caracterizată de o semiaxă mare de 3,0109562693115 UAi, o excentricitate de 0,11, o înclinație de 9,4 ° în raport cu ecliptica.